# PME (informatyka)
PME (ang. Power Management Event) – zdarzenie kierowania zasilaniem powodujące, że komputer zostaje uruchomiony zdalnie. Funkcja wybudza komputer ze stanu niskiego poboru mocy, gdy urządzenie wejściowe np: karta sieciowa wykryje zdarzenie, w przypadku karty sieciowej WOL. W przypadku WOL zazwyczaj takim zdarzeniem jest specjalnie skonstruowany pakiet Ethernet.  Zdarzenie PME umożliwia urządzeniu wysłanie sygnału wybudzenia do wbudowanego kontrolera, który następnie budzi procesor hosta, który następnie konfiguruje urządzenie do normalnej pracy. 
Wyróżnia się dwa podejścia do procesu wznawiania pracy urządzenia po odebraniu sygnału PME:
- standardowy proces wznawiania — inicjalizacja sprzętowa włącza urządzenia, a następnie kod BIOS przeprowadza inicjalizację niskiego poziomu procesora, chipsetów i innych urządzeń w systemie, a następnie przekazuje kontrolę systemowi operacyjnemu, który z kolei przegląda wszystkie urządzenia, aby ponownie je zainicjować do stanu sprzed uśpienia, i uruchamia wątki, które zostały wcześniej zawieszone.
- selektywny proces wznawiania — po inicjalizacji sprzętu BIOS inicjuje tylko procesor, a następnie określa kontekst wznowienia, odczytując źródło PME: na przykład, jeśli wznowienie zostało spowodowane przez pakiet sieciowy, oprogramowanie sprzętowe odczytuje kontekst wznowienia osadzony w pakiecie z karty sieciowej. Na podstawie kontekstu CV, który określa wymaganą aplikację, system dokonuje selektywnej inicjalizacji wymaganego urządzenia.

Rozróżnia się następujące rodzaje PME:
- Remote Wake Up (zdalne budzenie)
- WOW (Wake on Wireless — uruchomienie komputera poprzez sieć WLAN)[8]
- WOL (WakeUp On Lan — uruchomienie komputera poprzez sieć LAN)[9]
- WOR(inne języki) (WakeUp On Ring — uruchomienie komputera poprzez modem)[10].